# La notte del predatore
La notte del predatore (Predator) è un libro scritto da Wilbur Smith e Tom Cain, ed è il terzo della trilogia Hector Cross, sequel de La legge del deserto e Vendetta di sangue. È uscito nel 2016 sia nei paesi angolassoni che in Italia, da parte della Longanesi e poi della TEA.

## Trama
È passato del tempo da quando Hector Cross, ex maggiore della SAS, ha deciso di dare la caccia a coloro che hanno ucciso sua moglie, Hazel Bannock. Dei due uomini responsabili, Carl Bannock, fratello del di lei marito Henry, è stato ucciso per mano di Hector, mentre invece è rimasto in vita Johnny Congo, uno psicopatico assassino che ora è stato assicurato alla giustizia e rinchiuso in un carcere di massima sicurezza in attesa di essere giustiziato; scappare però non è una novità per lui, che conta di farlo di nuovo. Nel frattempo, la Bannock Oil Corporation, l'attività di Hazel ed Henry, sembra essere finita nel mirino di un doppio attacco, al che Hector decide di intervenire con la sua squadra. Hector però non sa di ritrovarsi presto in una missione che metterà a dura prova i suoi limiti fisici e mentali.

## Edizioni
- Wilbur Smith e Tom Cain, La notte del predatore, traduzione di Sara Carrafini, La Gaja scienza, Longanesi, 31 ottobre 2016,  p. 483, ISBN 9788830438743.

- Wilbur Smith e Tom Cain, La notte del predatore, traduzione di Sara Carrafini, La Gaja scienza, Longanesi, 19 aprile 2018,  p. 483, ISBN 9788830449565.

- Wilbur Smith e Tom Cain, La notte del predatore, traduzione di Sara Carrafini, I maestri dell'avventura, TEA, 17 gennaio 2019,  p. 483, ISBN 9788850251933.

- Wilbur Smith e Tom Cain, La notte del predatore, traduzione di Sara Carrafini, SuperTEA, TEA, 18 novembre 2022,  p. 488, ISBN 9788850264926.